# Diamesa corrupta
Diamesa corrupta är en tvåvingeart som beskrevs av Makarchenko 1988. Diamesa corrupta ingår i släktet Diamesa och familjen fjädermyggor. Inga underarter finns listade i Catalogue of Life.